# Sadko
Sadko (Садко) è il personaggio leggendario russo delle byliny che prende il nome dal protagonista, avventuriero, commerciante e suonatore di Gusli della città di Velikij Novgorod.

## Storia
La figura si basa sulla vita di un mercante del XII secolo la cui esistenza fu documentata da cronisti e che portava proprio quel nome. La leggenda, ricca di variazioni, descrive come Sadko riesce ad arricchirsi grazie al re del lago il quale, affascinato dalla sua musica, in seguito lo rende prigioniero in fondo agli abissi delle acque del lago. Alla fine, Sadko riuscirà però a liberarsi grazie all'aiuto di San Nicola.

## Ispirazione
La storia di Sadko ispirò un poema sinfonico ed un'opera lirica di Rimskij-Korsakov.